# Gruïns
Els gruïns (Gruinae) són una subfamília de la família dels grúids. Inclou espècies que es troben a Euràsia, Australàsia, Amèrica del Nord i Àfrica.

## Llista d'espècies
Hi ha estudis que avalen que en són 5 els gèneres en aquesta classificació. Seguint H&M v4 aquesta subfamília està formada per 3 gèneres amb 13 espècies:
- Gènere Leucogeranus.
  - grua siberiana (Leucogeranus leucogeranus).
- Gènere Antigone.
  - grua del Canadà (Antigone canadensis).
  - grua collblanca (Antigone vipio).
  - grua sarus (Antigone antigone).
  - grua australiana (Antigone rubicunda).
- Gènere Grus
  - grua carunculada (Grus carunculata, abans Bugeranus carunculatus[2]).
  - grua del paradís (Grus paradisea, abans Anthropoides paradiseus[2]).
  - grua damisel·la (Grus virgo, abans Anthropoides virgo[2]).
  - grua del Japó (Grus japonensis).
  - grua cridanera (Grus americana).
  - grua europea (Grus grus).
  - grua monjo (Grus monacha).
  - grua collnegra (Grus nigricollis).